# 西梅田駅
西梅田駅（にしうめだえき）は、大阪府大阪市北区梅田二丁目にある、大阪市高速電気軌道（Osaka Metro）四つ橋線の駅。駅番号はY11。四つ橋線の起点駅である。

## 当駅から接続する鉄道路線
以下の駅・路線とは、地下通路や地下街などを通って乗り換え可能。
- 大阪市高速電気軌道 (Osaka Metro)
  - 梅田駅 (M16) - 御堂筋線
  - 東梅田駅 (T20) - 谷町線
- 阪神電気鉄道
  - 大阪梅田駅 - 本線
- 西日本旅客鉄道（JR西日本）
  - 大阪駅 -  大阪環状線、 JR京都線・JR神戸線（東海道本線）、 JR宝塚線（福知山線）、 おおさか東線
  - 北新地駅 -  JR東西線
- 阪急電鉄
  - 大阪梅田駅 -  神戸本線、 宝塚本線、 京都本線（乗り換えには10 - 15分程度を要する）

### 備考
- 当駅と梅田駅・東梅田駅は同一駅と定める扱いのため、乗車券はいずれの駅でも相互に使用可能で、西梅田駅から乗車する場合に梅田駅で切符を購入したときのように、乗車する駅以外で普通乗車券を購入した場合も自動改札機を通過することが可能である。定期券も同様の取り扱いがなされており、いずれの方向に乗車しても区間外となる場合を含めて三駅ともに入出場することができる。これにより、いずれかの路線で輸送障害が発生した際でも振替輸送でスムーズな対応ができるようになっている。
- 梅田駅・東梅田駅との乗り換えが改札より出た時刻から30分以内であれば、乗車駅から降車駅まで通しの運賃が適用される。
  - 30分を超えると適用外となり、改めて梅田駅ないし東梅田駅を乗車駅とする運賃が適用される。
- 梅田駅までの料金と同一の普通乗車券で乗り継ぎをする場合は、JR大阪駅寄りの出口専用改札口にある緑色の自動改札機に限り通過することができる。緑色の自動改札機以外の機械を通過する場合はあらかじめ自動精算機で『乗継乗車券』に引き換えなければならない。また、梅田駅までの料金よりも安い普通乗車券の場合は、自動精算機で梅田駅までの乗車料金を一旦精算することで『乗継乗車券』に引き換えなければならない。ただし、この乗継乗車券は最終降車駅で差額を精算することができる。
- 阪急と大阪市営地下鉄の連絡乗車券（天神橋筋六丁目駅経由指定）を利用する場合、阪急大阪梅田駅との直接乗り継ぎができない。このため、谷町線を経由しての乗り継ぎを含め自動改札を通過することはできない。

## 歴史
- 1965年（昭和40年）10月1日：四つ橋線大国町駅 - 当駅間延伸時に開業。
- 2018年（平成30年）4月1日：大阪市交通局の民営化により、所属事業者・管轄が大阪市高速電気軌道（Osaka Metro）に変更。
- 2021年（令和3年）11月20日：可動式ホーム柵の使用を開始[1]。

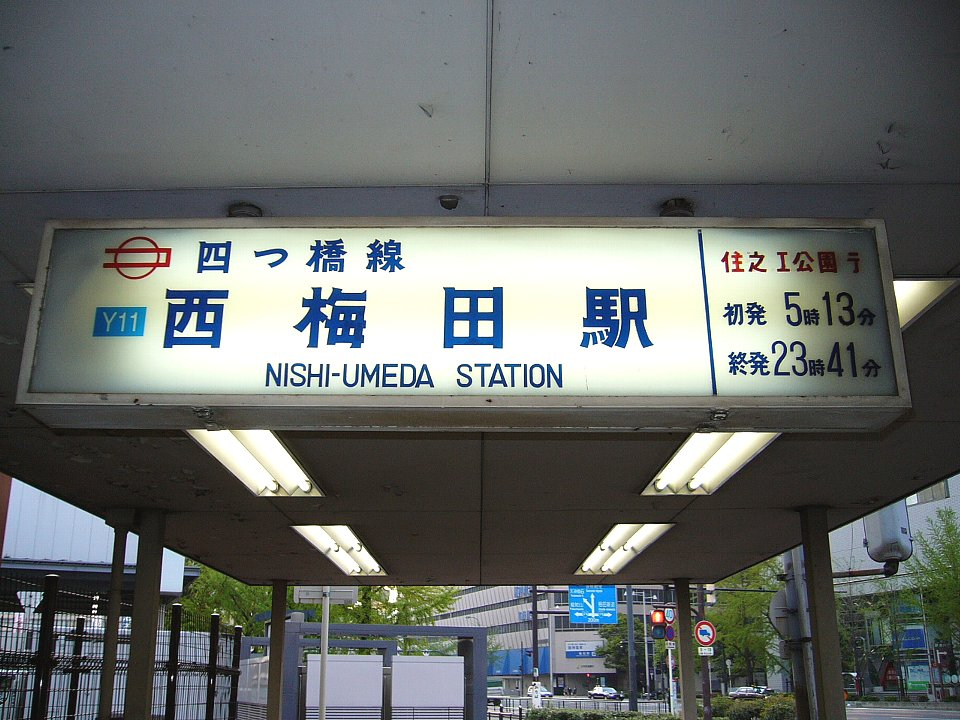
古い案内書体が残る出入口（2006年4月）
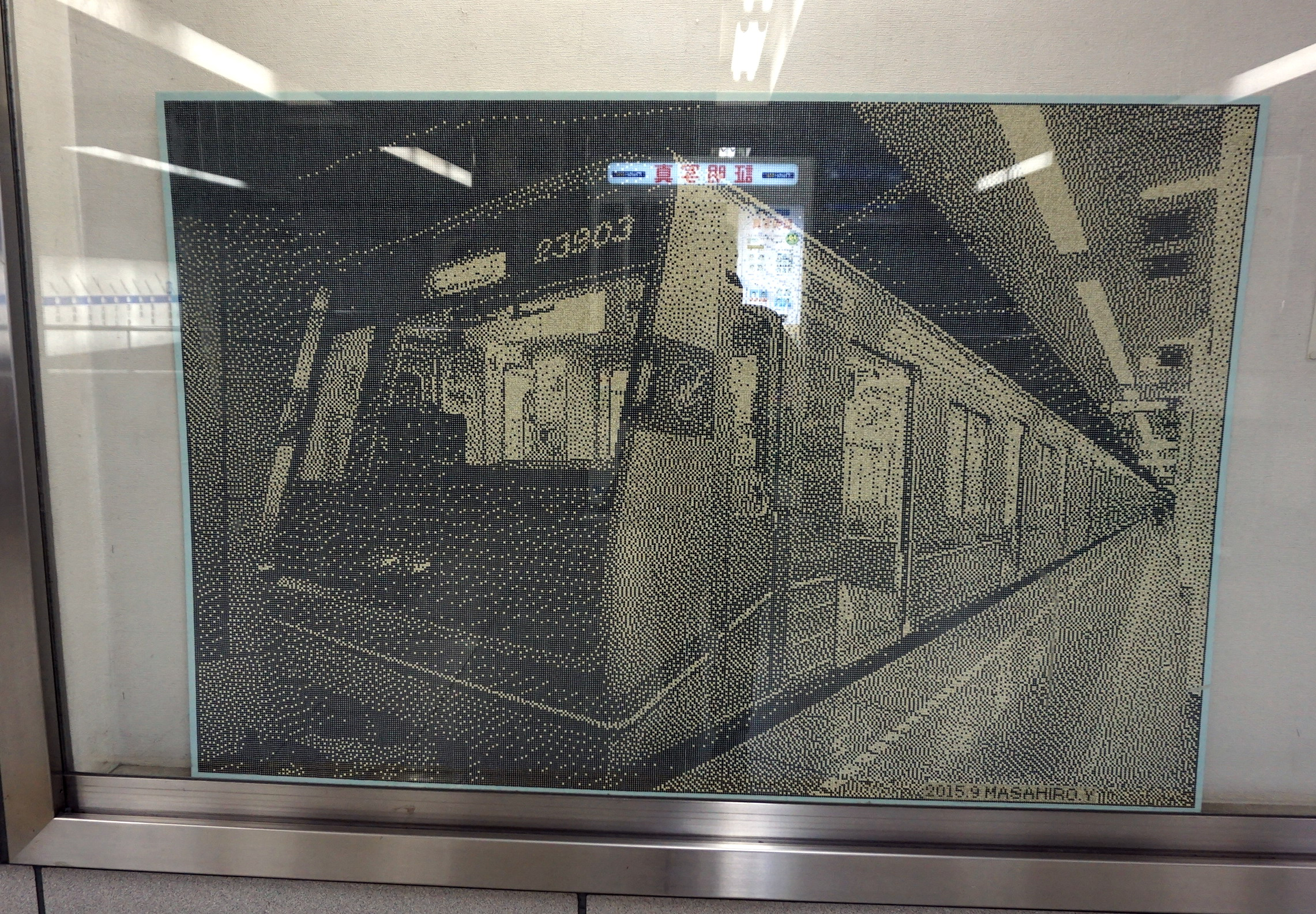
コンコースにある切符アート（2018年4月）

## 駅構造
島式ホーム1面2線の地下駅で、ホームは地下3階に位置する。1番線は東側、2番線は西側である。改札口は、ホーム南側に南改札（乗降兼用）、中程に中改札（乗車専用）、北側に北改札（降車専用）の計3か所設けられている。エレベーターはホーム階1号車そば⇔南改札階の1か所のみで、エスカレーター3か所、うち南改札から近い方 (ホーム1号車の南) が上り専用、遠い方 （ホーム2・3号車連結部付近）が下り専用、ホーム6号車の北側→北改札が上り専用となっている（中改札→ホーム (4・5号車連結部付近) への下りエスカレーターは設けられていない）。
トイレは北・南改札外にある。
コンコースは、毎日24時7分発の最終列車（北加賀屋行き）発車後、朝5時まで閉鎖されるため、南改札口からは出られない。そのため当駅24時13分到着の列車に限り、JR東西線の放出行き最終列車を利用するには北改札口を出て一旦地上に上がる（遠回りする）必要がある。
当駅は、大国町管区駅に所属し、大国町副管区駅長が当駅および肥後橋駅を管轄している。
2020年6月1日より、副駅称として『ヒルトンプラザ前』が付けられている。
2021年に入り可動式ホーム柵が設置され、同年11月20日より稼働を開始した。2022年には車両との段差を埋めるためのホーム嵩上げ工事が行われている。
ホームには北改札寄り先頭車の位置に百葉箱が置かれていた（晩年は使用されておらずオブジェとして残置していた）が、2025年1月末に撤去された（百葉箱は森ノ宮駅に移設、展示）。また同時期に駅の発車標がLCD式（中央線などとは異なり、横長3段表示のもの）に更新された。

### のりば
| 番線 | 路線     | 行先                           |
| ---- | -------- | ------------------------------ |
| 1・2 | 四つ橋線 | 四ツ橋・大国町・住之江公園方面 |

- 早朝と深夜は原則として1番線のみ使用するが、その他の時間帯は交互に発着する。なお、どちら側が先発かすぐわかるように、中改札（B階段）とC階段から降りたところそれぞれに『⇦先発』または『先発⇨』のいずれかが点灯する行灯式表示器が設置されている。
- 御堂筋線の乗り換えの利便性の高い駅として「大国町」の表記がある。
- 当駅に入線前、運転士は場内信号機の進行方向現示に従い、2番線（直進・↑現示）入線のときは電鈴を2打し、1番線（右転線・→現示）入線のときは電鈴を1打し、進入番線を車掌に通告する。車掌も運転士の電鈴通告に応じて電鈴をそれぞれ2打ないし1打で応答し、自動旅客案内放送装置のタッチパネルモニターに表示されている扉左右のボタンを1番線入線のときに操作[注 2]し、左開扉とする。
- 夜間留置の運用が設定されている。
- ホームの地上からの深さは12.3mである。

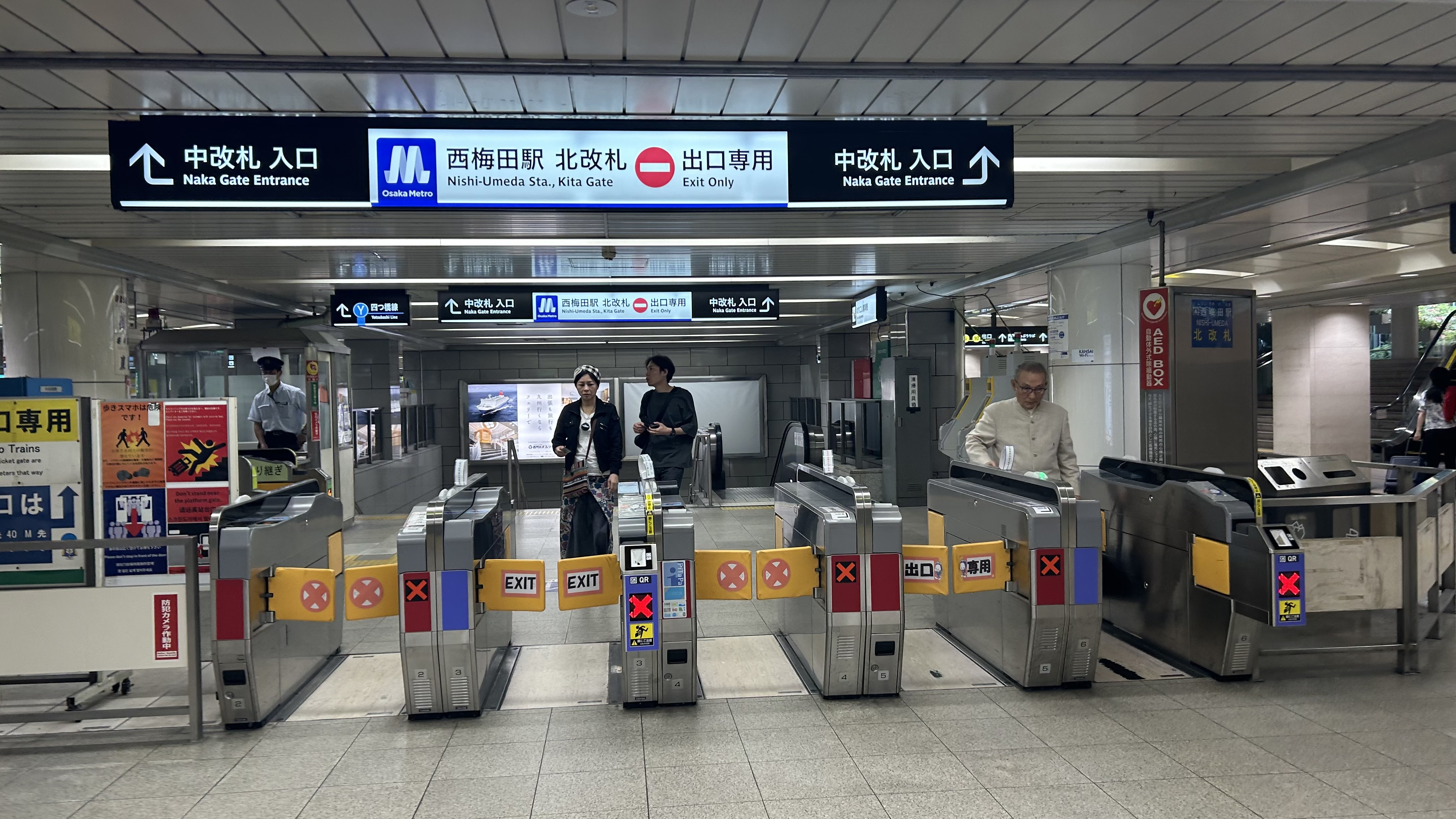
北改札口
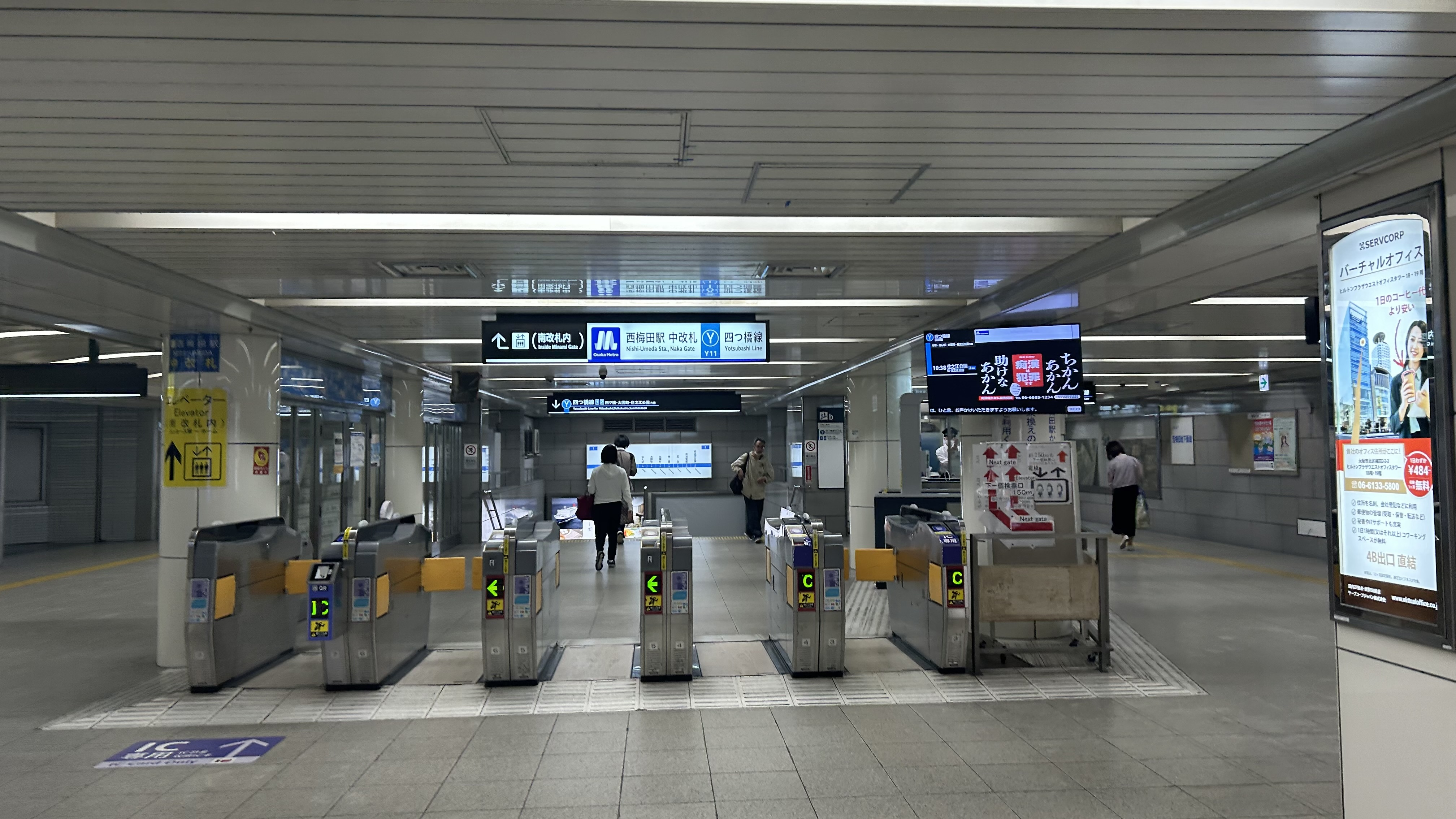
中改札口
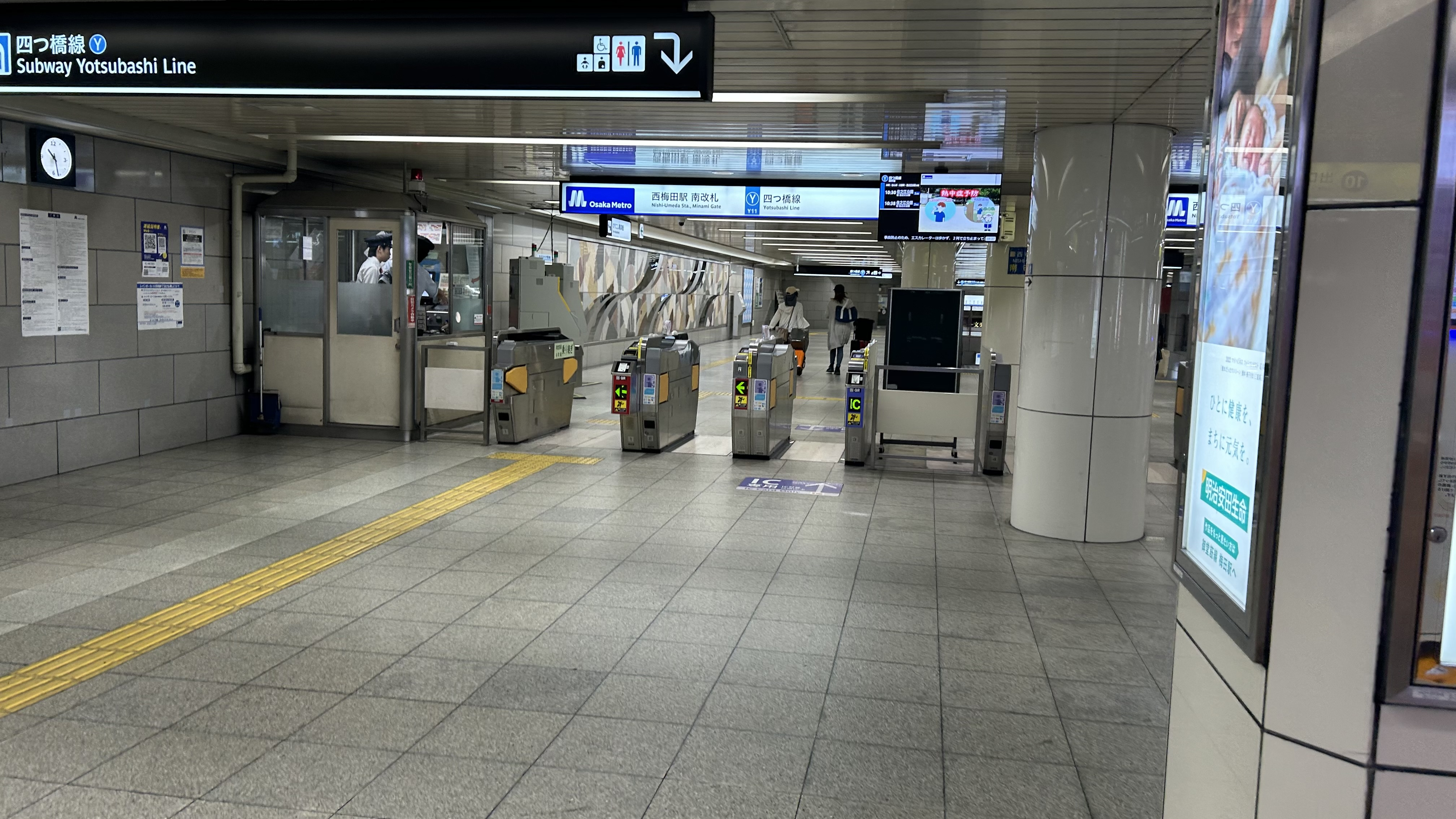
南改札口
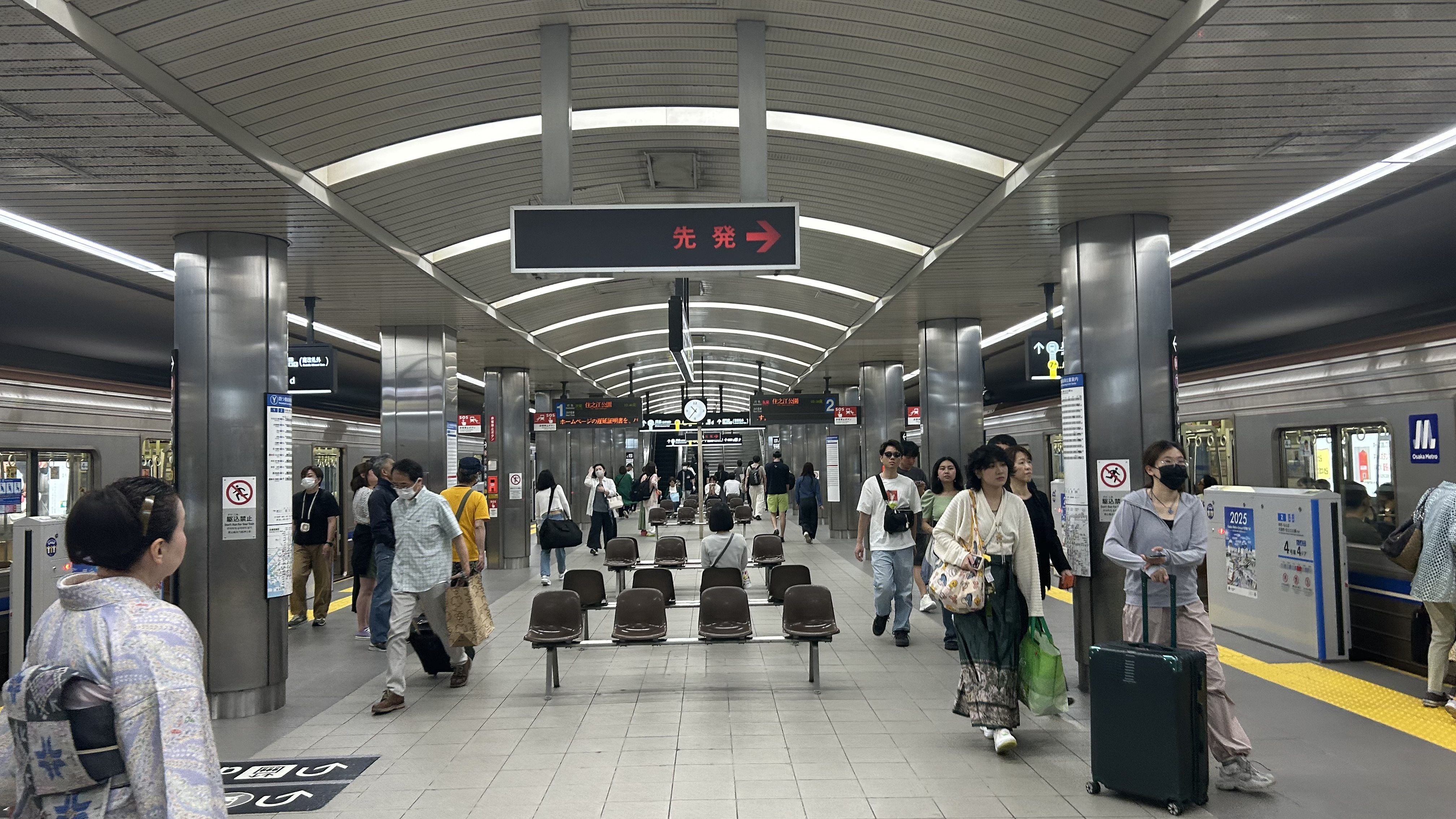
ホーム
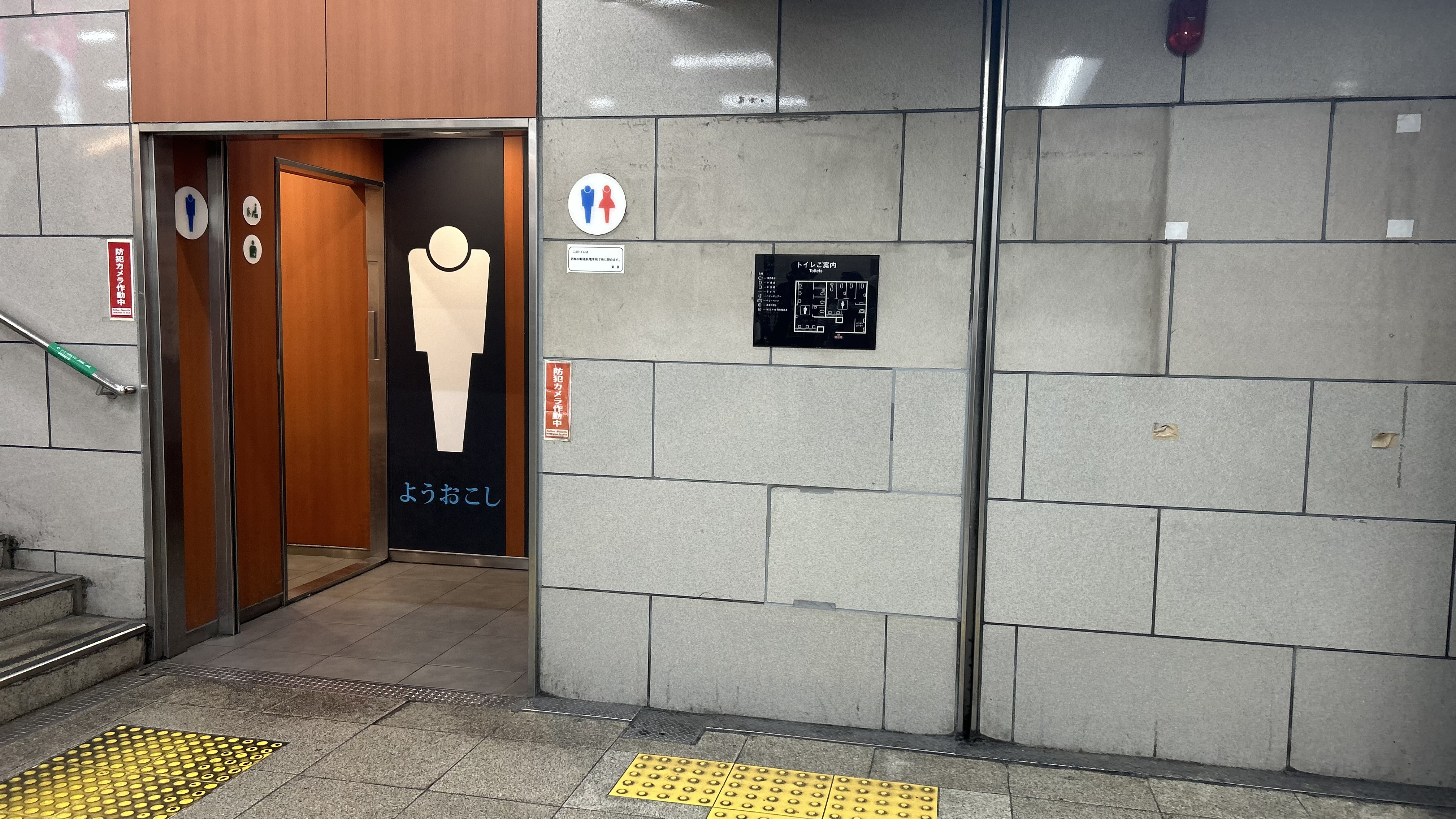
北改札外トイレ
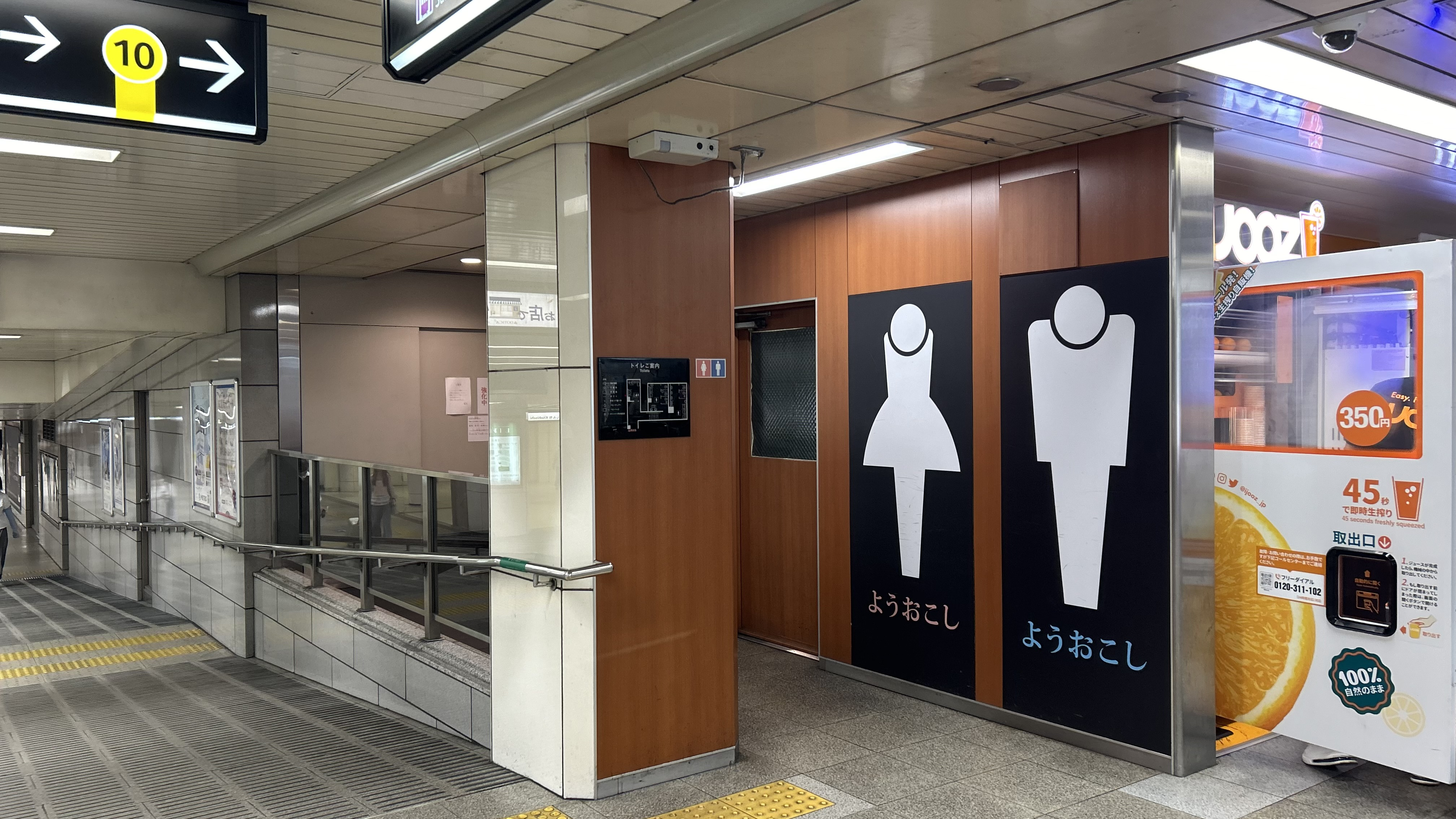
南改札外トイレ
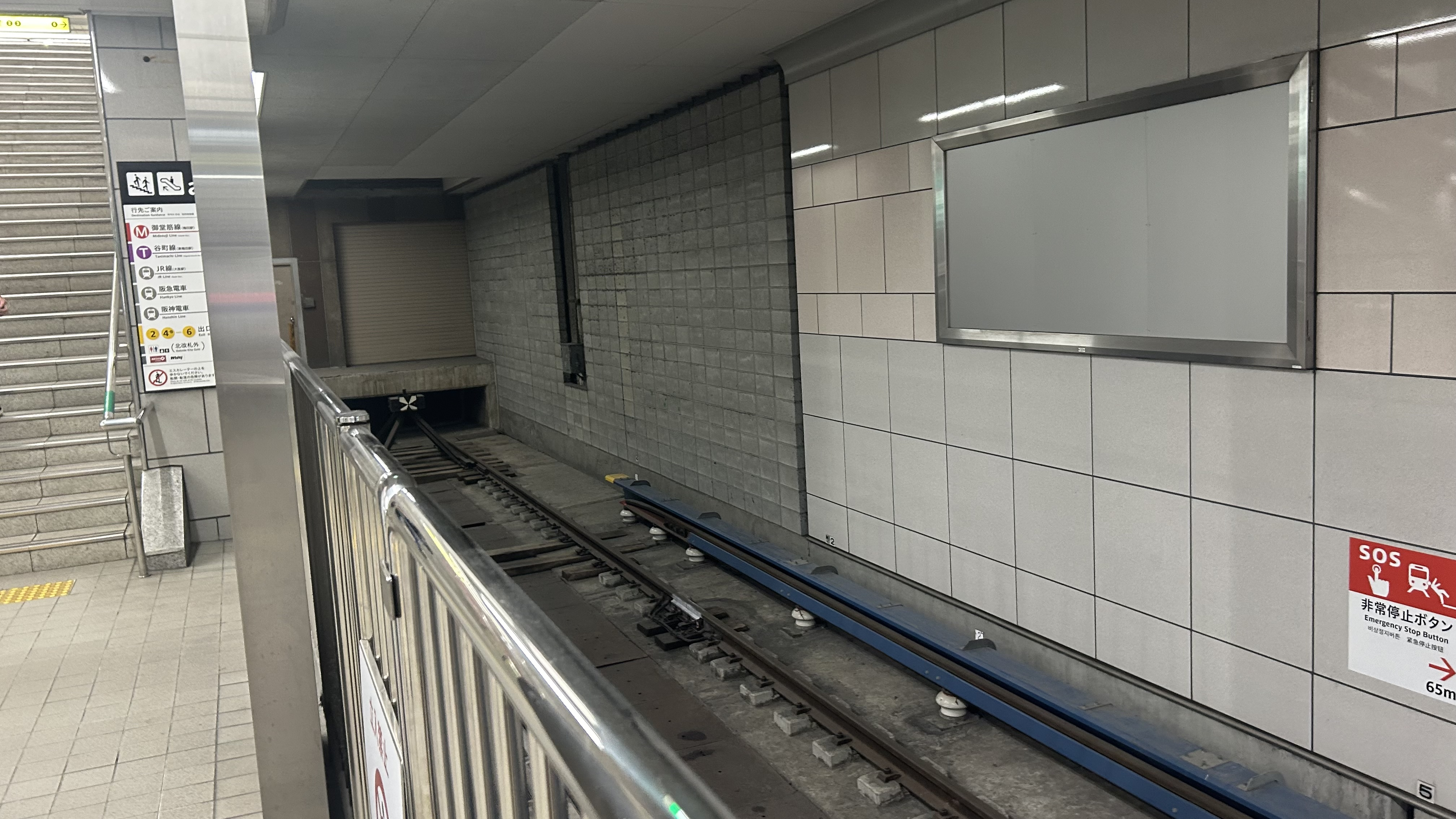
1番線車止め
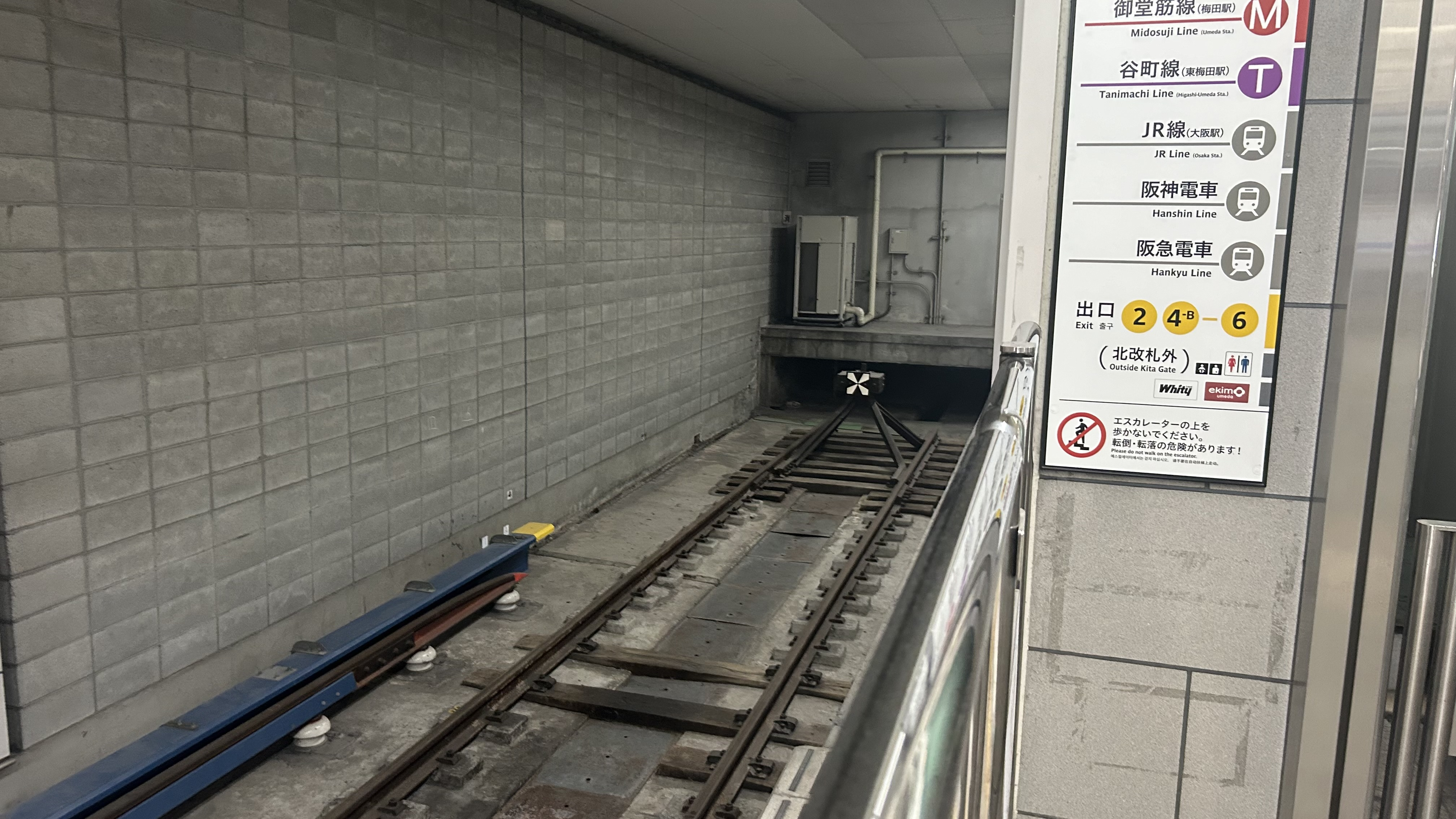
2番線車止め

### 出口
| 出口番号 | 出口周辺                                                                               | 接続改札 | 備考             |
| -------- | -------------------------------------------------------------------------------------- | -------- | ---------------- |
| 2        | JR線・名神・中国ハイウェイバス・吉本ビル連絡通路                                       | 北改札   |                  |
| 3        | JR線・阪神電車 阪急電車連絡通路・毎日新聞ビル・オーバルホール                          | 北改札   |                  |
| 4A       | 空港バス 高速バスのりば(ハービスOSAKA) ヒルトンプラザウエスト連絡口・ハービスENT連絡口 | 北改札   | エレベーターあり |
| 4B       | ヒルトンプラザウエスト連絡口                                                           | 中改札   |                  |
| 6        | 吉本ビル連絡通路 ヒルトンプラザイースト ヒルトン大阪連絡通路                           | 中改札   | エレベーターあり |
| 7A       | 大阪駅前第1・第2・第3・第4ビル連絡通路・桜橋交差点北東                                 | 南改札   |                  |
| 7B       | JR東西線連絡口・大阪空港バスのりば                                                     | 南改札   |                  |
| 8        | 堂島地下街                                                                             | 南改札   |                  |
| 9        | 桜橋東洋ビル連絡通路                                                                   | 南改札   |                  |
| 10       | ブリーゼタワー・サンケイホールブリーゼ                                                 | 南改札   |                  |

## 利用状況
2024年11月12日の1日乗降人員は108,362人（乗車人員：56,945人、降車人員：51,417人）である。地下鉄・ニュートラム全107駅中第9位であり、四つ橋線ではなんば駅・本町駅・四ツ橋駅（心斎橋駅と合算）に次ぐ第4位。ただし上位駅は全て御堂筋線を含む乗換駅であるのに対し、西梅田駅は単独駅である。御堂筋線の乗り入れていない駅では谷町線の東梅田駅に次いで2位。
乗り換え駅である谷町線東梅田駅、御堂筋線梅田駅の1日乗降者数を含めると相互直通を行っていない地下鉄駅では日本一（世界一）の数字となる。なお、梅田地区にある地下鉄3駅の中では乗降人員が最も少ない。
下表のとおり一貫して乗車が降車より多い傾向にあるが、これは当駅が始発駅のため近接する梅田駅や東梅田駅から乗車するより着席が容易なことを理由として、梅田エリアに向かう際は御堂筋線や谷町線を利用し、梅田エリアから離れる際は四つ橋線を利用する旅客が一定数いるためである。
各年度の特定日における利用状況は下表のとおりである。なお1969・1995年度の記録については、それぞれ1970・1996年に行われた調査である（会計年度上、表中に記載の年度となる）。
| 年度               | 調査日   | 乗車人員 | 降車人員 | 乗降人員 | 出典          | 出典          |
| 年度               | 調査日   | 乗車人員 | 降車人員 | 乗降人員 | メトロ        | 大阪府        |
| ------------------ | -------- | -------- | -------- | -------- | ------------- | ------------- |
| 1966年（昭和41年） | 11月08日 | 42,099   | 37,027   | 79,126   |               | [ 大阪府 1 ]  |
| 1967年（昭和42年） | 11月14日 | 45,370   | 40,204   | 85,574   |               | [ 大阪府 2 ]  |
| 1968年（昭和43年） | 11月12日 | 51,597   | 44,118   | 95,715   |               | [ 大阪府 3 ]  |
| 1969年（昭和44年） | 01月27日 | 48,469   | 42,263   | 90,732   |               | [ 大阪府 4 ]  |
| 1970年（昭和45年） | 11月06日 | 52,760   | 45,279   | 98,039   |               | [ 大阪府 5 ]  |
| 1972年（昭和47年） | 11月14日 | 45,739   | 46,924   | 92,663   |               | [ 大阪府 6 ]  |
| 1975年（昭和50年） | 11月07日 | 51,903   | 44,571   | 96,474   |               | [ 大阪府 7 ]  |
| 1977年（昭和52年） | 11月18日 | 49,997   | 44,035   | 94,032   |               | [ 大阪府 8 ]  |
| 1981年（昭和56年） | 11月10日 | 53,457   | 47,598   | 101,055  |               | [ 大阪府 9 ]  |
| 1985年（昭和60年） | 11月12日 | 57,168   | 51,238   | 108,406  |               | [ 大阪府 10 ] |
| 1987年（昭和62年） | 11月10日 | 60,520   | 52,050   | 112,570  |               | [ 大阪府 11 ] |
| 1990年（平成02年） | 11月06日 | 62,416   | 55,760   | 118,176  |               | [ 大阪府 12 ] |
| 1995年（平成07年） | 02月15日 | 65,870   | 55,861   | 121,731  |               | [ 大阪府 13 ] |
| 1998年（平成10年） | 11月10日 | 64,675   | 55,867   | 120,542  |               | [ 大阪府 14 ] |
| 2007年（平成19年） | 11月13日 | 58,897   | 53,875   | 112,772  |               | [ 大阪府 15 ] |
| 2008年（平成20年） | 11月11日 | 58,312   | 53,557   | 111,869  |               | [ 大阪府 16 ] |
| 2009年（平成21年） | 11月10日 | 55,890   | 54,086   | 109,976  |               | [ 大阪府 17 ] |
| 2010年（平成22年） | 11月09日 | 53,899   | 48,988   | 102,887  |               | [ 大阪府 18 ] |
| 2011年（平成23年） | 11月08日 | 54,487   | 48,813   | 103,300  |               | [ 大阪府 19 ] |
| 2012年（平成24年） | 11月13日 | 55,112   | 51,329   | 106,441  |               | [ 大阪府 20 ] |
| 2013年（平成25年） | 11月19日 | 55,452   | 49,808   | 105,260  | [ メトロ 1 ]  | [ 大阪府 21 ] |
| 2014年（平成26年） | 11月11日 | 56,659   | 51,016   | 107,675  | [ メトロ 2 ]  | [ 大阪府 22 ] |
| 2015年（平成27年） | 11月17日 | 59,192   | 55,820   | 115,012  | [ メトロ 3 ]  | [ 大阪府 23 ] |
| 2016年（平成28年） | 11月08日 | 58,838   | 55,111   | 113,949  | [ メトロ 4 ]  | [ 大阪府 24 ] |
| 2017年（平成29年） | 11月14日 | 61,445   | 54,500   | 115,945  | [ メトロ 5 ]  | [ 大阪府 25 ] |
| 2018年（平成30年） | 11月13日 | 60,342   | 54,071   | 114,413  | [ メトロ 6 ]  | [ 大阪府 26 ] |
| 2019年（令和元年） | 11月12日 | 62,603   | 55,669   | 118,272  | [ メトロ 7 ]  | [ 大阪府 27 ] |
| 2020年（令和02年） | 11月10日 | 49,996   | 45,284   | 95,280   | [ メトロ 8 ]  | [ 大阪府 28 ] |
| 2021年（令和03年） | 11月16日 | 49,178   | 44,558   | 93,736   | [ メトロ 9 ]  | [ 大阪府 29 ] |
| 2022年（令和04年） | 11月15日 | 50,969   | 45,877   | 96,846   | [ メトロ 10 ] | [ 大阪府 30 ] |
| 2023年（令和05年） | 11月07日 | 55,468   | 50,113   | 105,581  | [ メトロ 11 ] | [ 大阪府 31 ] |
| 2024年（令和06年） | 11月12日 | 56,945   | 51,417   | 108,362  | [ メトロ 12 ] |               |

## 駅周辺
地下街・商業施設
- ドージマ地下センター（ドーチカ）
- オオサカガーデンシティ
  - ハービスENT
    - 大阪四季劇場
    - ビルボードライブ大阪

  - ハービスOSAKA
    - TBSテレビ関西支社

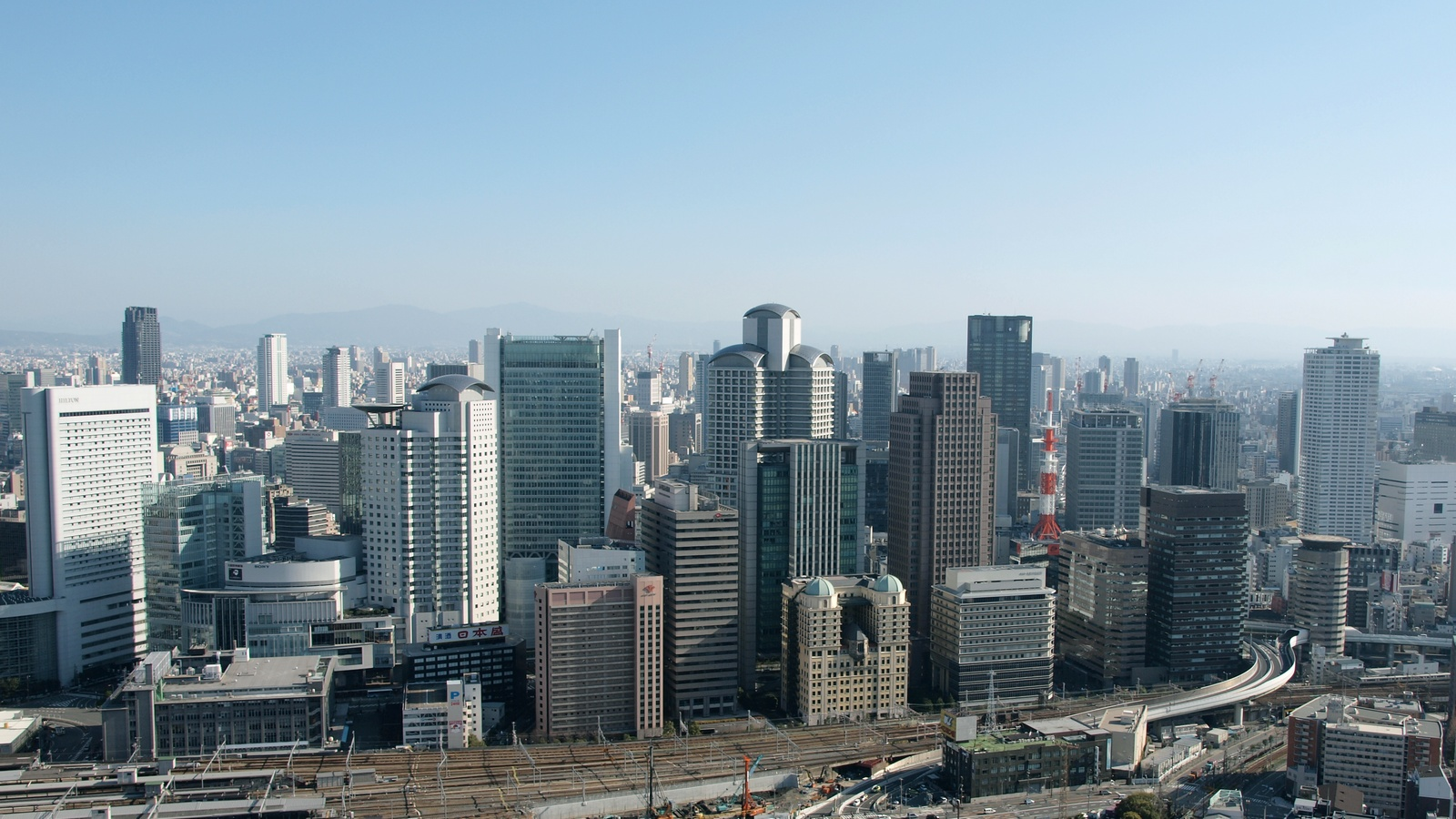
西梅田地区

    - コナミデジタルエンタテインメント大阪事業所

  - ブリーゼタワー
    - BREEZÉ BREEZÉ
    - サンケイホールブリーゼ
- ヒルトンプラザ（イースト・ウエスト）
- サウスゲートビルディング
  - エキマルシェ大阪
  - 大丸梅田店
- JPタワー大阪
  - KITTE大阪
- イノゲート大阪

ホテル
- ザ・リッツ・カールトン大阪
- ヒルトン大阪
- 大阪マルビル（大阪第一ホテル）
- ホテルグランヴィア大阪
- ホテルエルセラーン大阪

ビル
- 近鉄堂島ビル
- 堂島アバンザ
  - ジュンク堂書店大阪本店
  - アウトバック・ステーキハウス梅田店
- 大阪駅前第1・第2ビル
- 大阪第一生命ビル
- 毎日新聞ビル
  - 毎日新聞大阪本社
  - スポーツニッポン新聞社
  - オーバルホール

その他
- 西梅田スクエア (大阪中央郵便局跡地)
- 桜橋渡辺病院
- 大阪モード学園・HAL大阪

## 隣の駅
大阪市高速電気軌道 (Osaka Metro)
 四つ橋線
西梅田駅 (Y11) - 肥後橋駅 (Y12)
- ( ) 内は駅番号を示す。

## 西梅田・十三連絡線（仮称）の構想
- 2004年10月、近畿地方交通審議会答申第8号で、四つ橋線の大阪駅北地区（梅田北ヤード）・十三駅までの延伸（西梅田～北梅田～十三間2.9km）が「京阪神圏において、中長期的に望まれる鉄道ネットワークを構成する新たな路線」として盛り込まれている。
- 2007年8月より、国土交通省を中心として西梅田・十三連絡線（仮称）のワーキンググループが発足し、2008年4月に『「速達性向上施策における事業スキームの検討に関する調査」結果〜西梅田・十三連絡線（仮称）の事業実現化方策に係る深度化調査〜』[3]が発表され、整備主体は公的セクター（都市鉄道等利便増進法に基づき鉄道建設・運輸施設整備支援機構が建設）、運行主体は大阪市交通局と阪急電鉄とされた。十三で阪急各線と乗り換え、もしくは未成線であった阪急新大阪連絡線（新大阪 - 十三間2.3km）との直通が有力である。同線を建設する場合、当駅は同深度にある阪神本線を避けるため現在のホームより深い位置に新たなホームが建設される。理由は建設された当時の技術では地盤の弱いところを深く掘れず、先に阪神本線が建設されたためである[4]。

### 記事本文